# Принцип минимума потенциальной энергии
Принцип минимума общей потенциальной энергии — это фундаментальное понятие, используемое в физике, химии, биологии и технике. Он утверждает, что структура или тело должны деформироваться или смещаться в положение, которое минимизирует общую потенциальную энергию физической системы, при этом утраченная потенциальная энергия рассеивается как тепло. Например, шарик, помещенный в миску, переместится на дно и там будет лежать, и так же, нагруженная снегом ветка дерева будет наклоняться в нижнее положение. Нижнее положение — это положение для минимальной потенциальной энергии: это стабильная конфигурация равновесия. Принцип имеет много применений в структурном анализе и механике твердого тела.
Тенденция к минимуму общей потенциальной энергии обусловлена вторым законом термодинамики, который утверждает, что энтропия системы максимизируется в равновесном состоянии. Учитывая две возможности — низкое содержание тепла и высокую потенциальную энергию, или высокое содержание тепла и низкую потенциальную энергию, последняя будет состоянием с высокой энтропией, а следовательно, будет состоянием, к которому движется система.
Принцип минимальной общей потенциальной энергии не следует путать с примыкающим к нему принципу минимальной энергии, который утверждает, что для системы, которая меняется без передачи тепла, общая энергия будет минимизирована.
В большинстве сложных систем существует один глобальный минимум и много локальных минимумов потенциальной энергии. Они называются метастабильными состояниями. Система может находиться в локальном минимуме в течение длительного времени — даже фактически бесконечный промежуток времени.

## Примеры
Свободный протон и свободный электрон, как правило, образуют связанное состояние, образуя самое низкое энергетическое состояние (основное состояние) атома водорода, наиболее стабильную конфигурацию. Это связано с тем, что энергия этого состояния на 13,6 электрон вольт (эВ) ниже, чем когда две частицы разделены бесконечным расстоянием. Рассеяния в этой системе приобретает форму спонтанного излучения электромагнитного излучения, увеличивает энтропию окружающей среды.
Катящийся шар окажется неподвижной на дне холма — точке минимальной потенциальной энергии. Причина заключается в том, что, когда он катится вниз под действием силы тяжести, трение, вызванное его движением, увеличивает тепло окружающей среды с сопутствующим увеличением энтропии.
Белок сворачивается в состояние низкой энергии. В этом случае диссипация принимает форму вибрации атомов внутри или рядом с белком.

## Структурная механика
Полная потенциальная энергия, {\displaystyle {\boldsymbol {\Pi }}}, представляет собой сумму энергии упругой деформации, U, запасенной в деформируемом теле, и потенциальной энергии, V, связанной с приложенными силами:
{\displaystyle {\boldsymbol {\Pi }}=\mathbf {U} +\mathbf {V} \qquad \mathrm {(1)} }
Эта энергия находится в стационарном положении, когда бесконечно малое отклонение от такого положения не приводит к изменению энергии
{\displaystyle \delta {\boldsymbol {\Pi }}=\delta (\mathbf {U} +\mathbf {V} )=0\qquad \mathrm {(2)} }
Принцип минимума полной потенциальной энергии может быть получен как частный случай принципа виртуальной работы для упругих систем, подверженных действию консервативных сил.
Равенство между внешней и внутренней виртуальной работой (из-за виртуальных перемещений):
{\displaystyle \int _{S_{t}}\delta \ \mathbf {u} ^{T}\mathbf {T} dS+\int _{V}\delta \ \mathbf {u} ^{T}\mathbf {f} dV=\int _{V}\delta {\boldsymbol {\epsilon }}^{T}{\boldsymbol {\sigma }}dV\qquad \mathrm {(3)} }
где
{\displaystyle \mathbf {u} } — вектор перемещений;
{\displaystyle \mathbf {T} } — вектор распределенных сил, действующих на часть {\displaystyle S_{t}} поверхности;
{\displaystyle \mathbf {f} } — вектор обхъёмных сил.
В частном случае упругих тел правую часть (3) можно принять за замену: {\displaystyle \delta \mathbf {U} }, энергии упругой деформации U из-за бесконечно малых вариаций реальных перемещений. Кроме того, когда внешние силы — консервативные силы, левую сторону (3) можно рассматривать как изменение потенциальной энергии функции V сил. Функция V определяется как:
{\displaystyle \mathbf {V} =-\int _{S_{t}}\mathbf {u} ^{T}\mathbf {T} dS-\int _{V}\mathbf {u} ^{T}\mathbf {f} dV}
где знак минус означает потерю потенциальной энергии при перемещении силы в её направлении. С этими двумя дополнительными условиями (3) становится:
{\displaystyle -\delta \ \mathbf {V} =\delta \ \mathbf {U} }
Это приводит к (2), что и нужно. Вариационная форма (2) часто используется в качестве основы для разработки метода конечных элементов в строительной механике.